# Lý Quốc Hào
Lý Quốc Hào (Brandon Bruce Lee, tiếng Trung: 李國豪, bính âm: Lǐ Guóháo; phiên âm tiếng Quảng Đông: Léi Gwokhòu), (sinh ngày 1 tháng 2 năm 1965 – 31 tháng 3 năm 1993) là nam diễn viên điện ảnh và võ sĩ người Mỹ gốc Hoa. Anh là con trai của cố võ sĩ, nam diễn viên Lý Tiểu Long và giáo viên Linda Lee Cadwell, cháu trai của ca sĩ opera người Quảng Đông Lý Hải Tuyền và là anh trai của Lý Hương Ngưng.
Khởi nghiệp diễn xuất với một vai phụ trong loạt phim truyền hình năm 1986 Kung Fu: The Movie, anh đóng vai chính trong một vài bộ phim hành động kinh phí thấp trong cuối thập niên 1980 và đầu thập niên 1990 như Legacy of Rage (1986), Showdown in Little Tokyo (1991) và Rapid Fire (1992). Năm 1992, anh đánh dấu vai diễn đột phá Eric Draven trong Con quạ, chuyển thể từ cuốn truyện tranh cùng tên.
Ngày 31 tháng 3 năm 1993, Lý qua đời trong khi quay Con quạ trong một tai nạn hi hữu liên quan đến súng. Phim đã tiếp tục công chiếu sau khi anh mất năm 1994 với sự giúp đỡ của diễn viên đóng thế và hiệu ứng đặc biệt.

## Tiểu sử

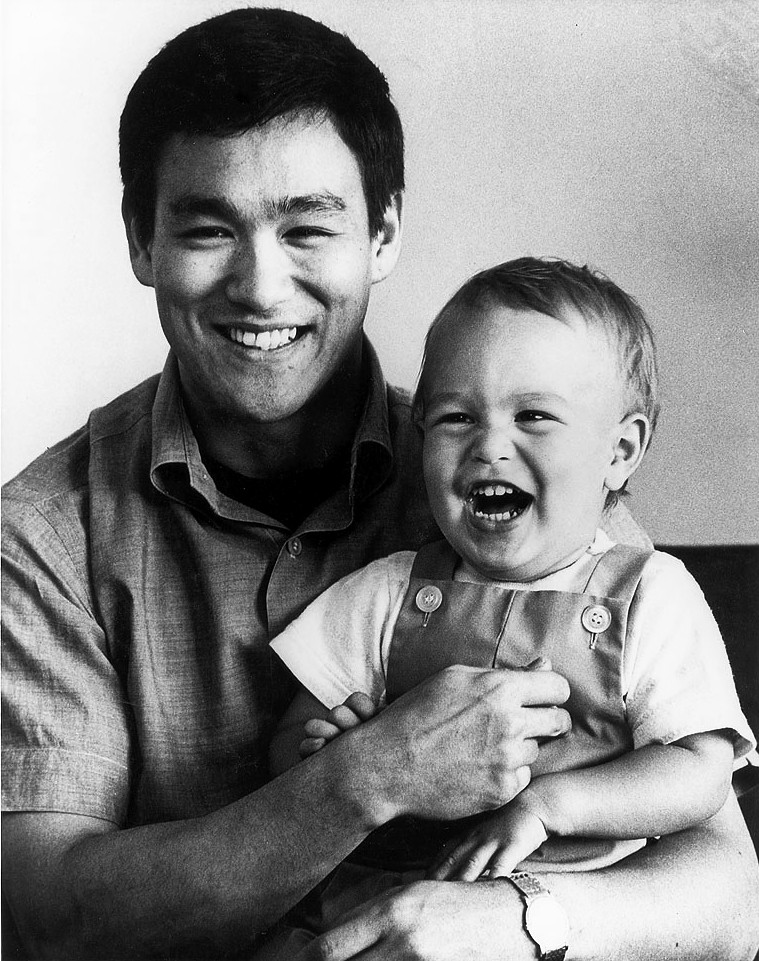
Quốc Hào và cha mình Lý Tiểu Long năm 1966

Lý Quốc Hào là con trai của ngôi sao võ thuật huyền thoại Lý Tiểu Long và bà Linda Lee Cadwell. Anh sinh ngày 1 tháng 2 năm 1965, tại Oakland, California. Từ rất nhỏ, Lý Quốc Hào đã được cha truyền thụ võ công và "mớm" nghề điện ảnh. Khi cha mất, Lý Quốc Hào theo mẹ và em gái, Shannon, đến Los Angeles sinh sống. Ám ảnh cái chết của chồng, bà Linda tìm mọi cách thoát các con ra khỏi ánh đèn sân khấu khi chuyển đền Hồng Kông từ năm 1971 đến 1973 sau cái chết của chồng. Lý Quốc Hào từng nói: "Trong ký ức đầu tiên của mình, tôi luôn muốn trở thành một tài tử điện ảnh, và tôi đã đeo đuổi ý định này từ rất nhỏ. Tôi không bao giờ nghĩ rằng mình sẽ có một con đường khác".

## Sự nghiệp
Lý trở lại Los Angeles năm 1985, nơi anh làm việc cho Ruddy Morgan Productions ở vị trí người đọc kịch bản, đóng một vai khách mời không chính thức trong bộ phim hành động Crime Killer (1985) có sự tham gia của George Pan Andreas. Anh được yêu cầu thử giọng cho một vai diễn bởi đạo diễn Lyn Stalmaster và đã nhân vai đầu tiên trong Kung Fu: The Movie, một bộ phim truyền hình dài tập trong sê-ri truyền hình Kung Fu thập niên 1970. Phim phát sóng trên ABC vào ngày 1 tháng 2 năm 1986, ngày sinh nhật thứ 21 của Lý. Năm 1987, Lý đóng vai chính trong tập mở đầu phim truyền hình Kung Fu: The Next Generation phát sóng trên CBS Summer Playhouse và là phần kế tiếp của sê-ri Kung Fu. Phim chuyển câu chuyện về bối cảnh hiện đại, tập trung vào câu chuyện của Johnny Caine (Lý), cháu chắt của Kwai Chang Caine (David Carradine). Năm 1992, Lee tiếp tục thủ vai chính Eric Draven trong bộ phim chuyển thể của The Crow, một cuốn truyện tranh về thế giới ngầm nổi tiếng. Trong quá trình sản xuất trước khi anh chết, Quốc Hào đã ký hợp đồng thêm hai phần phim nữa nếu phim thành công.

## Diễn biến cái chết

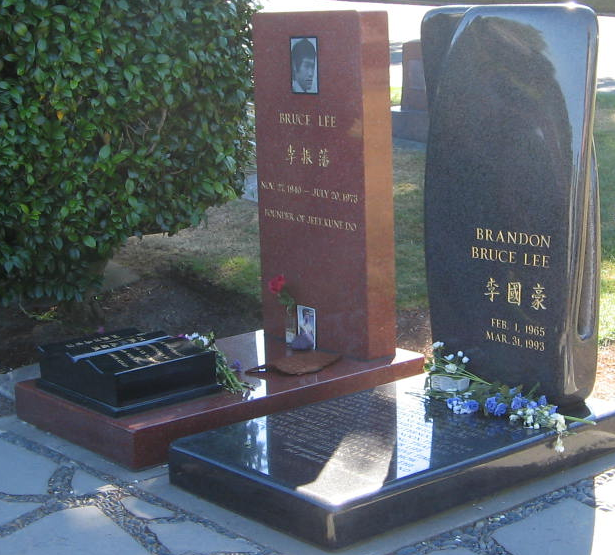
Mộ của Lý Tiểu Long và Lý Quốc Hào.

Ngày 31 tháng 3 năm 1993, Lý qua đời vì một trọng thương do súng trên phim trường tại Wilmington, Bắc Carolina vào tuổi 28, sau khi bị vô tình bắn bởi một người bạn diễn trong khi quay Con quạ. Trong cảnh phim Lý bị bắn, Lý Quốc Hào bước vào phòng nơi mà diễn viên Michael Massee chuẩn bị sẵn khẩu súng lục để bắn vào anh. Quốc Hào, trong trang phục toàn đen với chiếc áo sơ mi mang lời tiên tri "Trò đùa của các tội nhân bị treo cổ" đi vào phòng với túi hành lý to kềnh. Khi khẩu súng Magnum. 44 bắn thẳng vào anh ở khoảng cách chỉ 12 – 15 feet, Quốc Hào ngã gục xuống sàn, cùng với thời điểm kíp nổ trên khuy áo anh bung ra để tuôn máu (giả). Sau khi Lý Quốc Hào đổ gục trên sàn với máu chảy loang lổ, thành viên đoàn phim đều đứng chết lặng trong vài giây, sau đó mọi người vội ùa tới vực anh dậy. Nhân viên y tế tại hiện trường khi đó là Ryder, 33 tuổi đã khẩn trương tới sơ cứu cho Lý Quốc Hào rồi chuyển anh lên xe, đưa tới trung tâm cấp cứu New Hanover cách trường quay 30 phút chạy xe. Trải qua 4 tiếng đồng hồ phẫu thuật, các bác sĩ tại đây đã lắc đầu trong tiếc nuối khi không thể cứu được tính mạng của Lý Quốc Hào. Bác sĩ Jose cho biết: "Vùng eo của Lý Quốc Hào bị một vết thương rộng 4mm. Phim chụp X-quang cho thấy, trong cột sống của anh có một vật thể bằng kim loại". Trong quá trình phẫu thuật, các bác sĩ đã không tìm thấy đầu viên đạn ở vùng eo của Lý. Vị bác sĩ đã hết mình cứu chữa cho Lý Quốc Hào cho biết: "Brandon Lee mất quá nhiều máu, máu dường như cứ chảy ộc từ cơ thể anh ra ngoài". 13 giờ 04 phút ngày 31 tháng 3 năm 1993, Lý Quốc Hào qua đời tại bệnh viện.

## Di sản
Sau cái chết của Lý, hôn thê Eliza Hutton và mẹ anh đã ủng hộ quyết định của đạo diễn để hoàn thành Con quạ. Thời điểm Lý qua đời chỉ cách tám ngày nữa là phim đóng máy. Phần lớn bộ phim hoàn thành với Lý và chỉ một vài cảnh chưa hoàn thành. Để hoàn thành phim, diễn viên đóng thế Chad Stahelski, bạn của Lý ở Học viện Inosanto là người đóng các cảnh còn thiếu của Lý. Một diễn viên đóng thế khác là Jeff Cadiente cũng được sử dụng để hoàn thiện bộ phim.
Con quạ công chiếu vào tháng 5 năm 1994 và trở thành một bom tấn phòng vé, thu về 50 triệu đô tại Hoa Kỳ. Vai diễn Eric Draven còn kiếm về cho anh một đề cử Giải Điện ảnh của MTV cho Nam diễn viên chính xuất sắc nhất và một giải Fangoria Chainsaw cho chính hạng mục trên. Bộ phim là để tri ân Lý cũng như dành tặng cho Eliza.

## Danh sách phim
| Năm  | Tên                          | Vai                  | Ghi chú                                                                               |
| ---- | ---------------------------- | -------------------- | ------------------------------------------------------------------------------------- |
| 1985 | Crime Killer                 | Gangster             | Không chính thức                                                                      |
| 1986 | Legacy of Rage               | Brandon Ma           | Tên thay thế: Long Zai Jiang Hu                                                       |
| 1989 | Laser Mission                | Michael Gold         | Tên thay thế: Mercenary Man, Soldier of Fortune                                       |
| 1991 | Showdown in Little Tokyo     | Johnny Murata        |                                                                                       |
| 1992 | Rapid Fire                   | Jake Lo              |                                                                                       |
| 1992 | Sex, Lies and Video Violence | Khách mời            | Không phát hành đến năm 2000.                                                         |
| 1994 | Con quạ                      | Eric Draven/The Crow | Các cảnh đóng thế và hiệu ứng đặc biệt được sử dụng để hoàn thành nốt các cảnh của Lý |

| Năm  | Tên                          | vai          | Ghi chú                                               |
| ---- | ---------------------------- | ------------ | ----------------------------------------------------- |
| 1986 | Kung Fu: The Movie           | Chung Wang   | Phim truyền hình                                      |
| 1987 | Kung Fu: The Next Generation | Johnny Caine | Television Pilot. Phát sóng trên CBS Summer Playhouse |
| 1988 | Ohara                        | Kenji        | Tập: What's in a Name                                 |